# Screaming Squirrel
Screaming Squirrel (englisch für schreiendes Eichhörnchen) ist ein Stahlachterbahnmodell des Herstellers S&S Power, das als einziges ein Saxophon genanntes Fahrelement ermöglicht.

## Auslieferungen
| Name                                            | Freizeitpark      | Ort                                          | Höhe | Inversionen  | Thematisierung       | rcdb  | rcdb   | Öffnungsjahr | Schließungsjahr |
| ----------------------------------------------- | ----------------- | -------------------------------------------- | ---- | ------------ | -------------------- | ----- | ------ | ------------ | --------------- |
| Sequoia Magic Loop, bis 2018: Sequoia Adventure | Gardaland         | Castelnuovo del Garda, Venetien, Italien     | 27 m | 3 × Saxophon | Holzfäller, Sägewerk | Daten | Bilder | 2005         | 2021            |
| Man-O-War                                       | Mysterious Island | Zhuhai, Guangdong, China                     | 27 m | 3 × Saxophon |                      | Daten | Bilder | 2006         |                 |
| Afterburner                                     | Wonder Island     | Sankt Petersburg, Sankt Petersburg, Russland | 46 m | 2 × Saxophon |                      | Daten | Bilder | 2007         | 2016            |

Sequoia Magic Loop ist die erste Ausführung dieses Modells. Die Auslieferung Man-O-War ist baugleich dazu.
Afterburner stellt eine Weiterentwicklung dar, da hier auch horizontale Kurven gefahren werden können.

### Sequoia Adventure, Screamin Squirrel

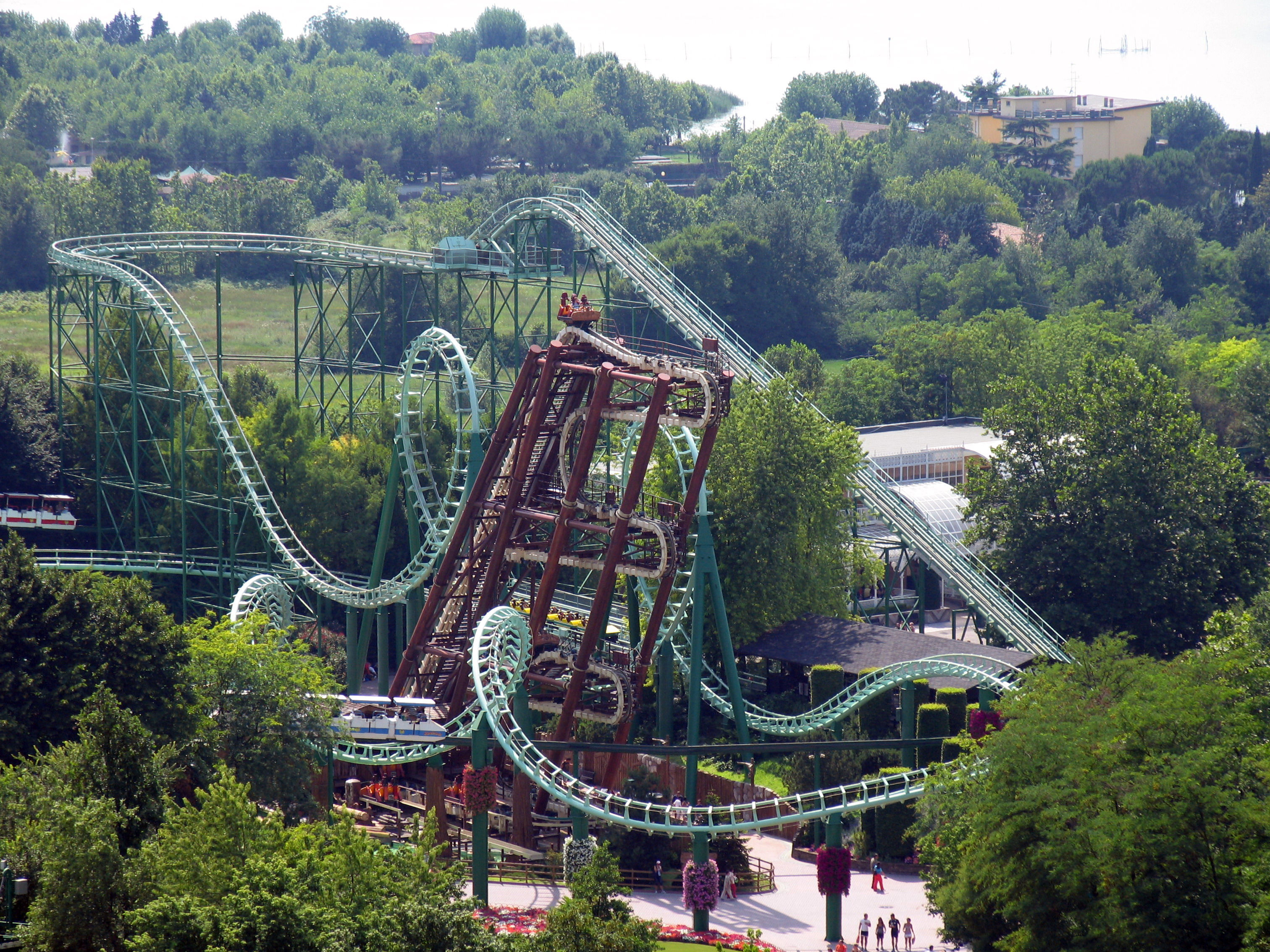
Die Achterbahnen Magic Loop und Magic Mountain

Die Saxophone besteht hier aus zwei engen Kurven, die vertikal durchfahren werden. Zunächst kippt der Wagen steil nach vorn, bis er „auf dem Kopf steht“. Mit dem Kopf nach unten fährt er nun ein Stück geradeaus. Die zweite vertikale Kurve bringt den Wagen wieder in die aufrechte Position. Sie hat dabei prinzipbedingt einen größeren Radius als die erste. Um die insgesamt acht Wagen, für jeweils vier Personen in zwei Reihen bei den Orientierungswechseln nicht zu schnell werden zu lassen, werden sie in den Kurven gebremst. Die Elemente sind so angeordnet, dass das nachfolgende jeweils etwas nach hinten versetzt ist. Die Fahrgäste haben so in den Kurven, die sie auf den Kopf drehen, immer freie Sicht bis zum Boden.
Die Mitfahrer werden in den Wagen durch eine Kombination aus einem Schoß- und einem Schulterbügel gehalten.
Auf dem Weg aus und in die Station durchfahren die Wagen jeweils eine 180°-Kurve. Jedoch erfolgt diese Fahrt nicht auf den mittig unter dem Wagen befestigten Laufrädern für die eigentliche Achterbahnfahrt, sondern auf zusätzlichen Rollen, die auf einem anderen Schienensystem laufen und seitlich am Wagen angebracht sind. Nach der Rechtskurve werden die Wagen auf dem steilen Lifthill per Kettenzug auf eine Höhe von 30 Metern transportiert. Nach einer kleinen Abfahrt rollt der Wagen auf das erste Saxophon (Überkopfelement) zu. Kopfüber geht es geradeaus bis zur nächsten Umkehrung. Diese Abfolge passiert insgesamt drei Mal. Nach der Schlussbremse folgt eine weitere Rechtskurve zur Station.

#### Sequoia Magic Loop
Durch die kompakte Bauweise von nur 45 × 15 Metern konnte Sequoia Adventure vollständig in dem freien Bereich zwischen den Loopings und Korkenziehern der Achterbahn Magic Mountain untergebracht werden. Gemäß ihrem Namen Sequoia (englisch für Mammutbaum) und passend zur angrenzenden Wildwasserbahn mit Baumstammbooten ist die Bahn und ihr Umfeld in einer Holzfäller- beziehungsweise Sägewerkthematik gestaltet. Zum Eingang gehen die Besucher durch einen großen künstlichen Baumstumpf, neben dem noch ein Stück des scheinbar gefällten Baumes liegt. Im Umfeld der Bahn sind verschiedene Sägen und Äxte zu sehen, auch die Wagen sind an der Front mit künstlichem Holz und Äxten verziert.
Am 8. April 2017 kam es durch einen Kurzschluss zu einem plötzlichen Ausfall der Bahn. Einige Fahrgäste blieben in über zwanzig Meter Höhe stecken und mussten evakuiert werden. Am 20. Juni 2017 wurde die Attraktion für einen unbestimmten Zeitraum geschlossen. Im März 2018 war die Attraktion nicht mehr auf der offiziellen Website des Parks vorhanden. Zur Saison 2019 wurde die Anlage unter dem neuen Namen Sequoia Magic Loop nach zwei Jahren Stillstand wieder in Betrieb genommen. Wobei es wieder zu einem plötzlichen Ausfall kam. Im Jahr darauf wurde sie während der COVID-Pandemie nicht wieder eröffnet und 2023 abgebaut.

### Afterburner
Die Saxophone besteht hier aus zwei engen Kurven, die horizontal, aber im Gegensatz zu Sequoia Adventure und Screamin Squirrel unmittelbar hintereinander durchfahren werden. Beide haben einen Winkel von ca. 140° in jeweils umgekehrter Richtung, sodass der Wagen nach dem Element wieder horizontal fährt. Da die Winkel deutlich kleiner als 180° sind, kommt es zu keiner echten Überkopffahrt.
Eine leicht abschüssige 180°-Rechtskurve führt von der Station zum steilen Lifthill, der die Wagen auf eine Höhe von 46 m bringt. Es schließt sich das erste Saxophon an, das eine kurze vertikale Fahrt beinhaltet. Es folgt eine 180°-Rechtskurve, eine Gerade und eine weitere 180°-Rechtskurve, die in das zweite Saxophon mündet. Eine 180°-Rechtskurve führt die Wagen zur Station zurück.